# 박성태 (기자)
박성태(1972년 2월 16일 ~ )는 대한민국의 JTBC 기자 출신 시사평론가이다.

## 학력
- 서울대학교 국어국문학과 (1991학번)